# Mahendraparvata
Mahendraparvata (em quemer:  មហេន្ទ្របវ៌ត) é uma antiga cidade do Império Khmer. Abandonada há mais de 1200 anos, está localizada na região de Siem Reap, no nordeste do Camboja. Sua existência era conhecida há décadas, mas suas ruínas só foram exploradas em 2013 por um grupo de pesquisadores liderados pelo australiano Damian Evans e pelo francês Jean Baptiste Chevance, que a encontraram usando uma tecnologia a laser chamada LIDAR]. Seu nome foi descoberto através de inscrições antigas.

## Etimologia
O nome Mahendraparvata significa "Montanha do Grande Indra". É derivado do sânscrito, das palavras महेन्द्र ("Grande Indra", um título do hinduísmo atribuído ao deus Indra) e montanha पर्वत (referente às montanhas sagradas), hoje conhecidas como Phnom Kulen, onde Jayavarman II foi consagrado como primeiro rei do Império Khmer, em 802. O nome é comprovado por inscrições na área do templo de Ak Yum, em  Angkor.

## Localização
Mahendraparvata está localizada a 40 km ao norte do complexo de Angkor Wat, 45km ao norte de Siem Reap, no sopé das montanhas Phnom Kulen, na província de Siem Reap.

## Expedição
A expedição arqueológica que encontrou Mahendraparvata durou vários anos e foi liderada por Damian Evans da Universidade de Sydney e Jean-Baptiste Chevance, da Fundação para Desenvolvimento e Arqueologia de Londres. A equipe anunciou as descobertas iniciais em junho de 2013. Um dos equipamentos-chave para a expedição foi o LIDAR, tecnologia a laser em um helicóptero que varreu a área de Phnom Kulen. A varredura levou sete dias operando o helicóptero. Os resultados do Lidar confirmaram a pesquisa em terra dos arqueólogos. Mas, de acordo com Chevance, antes da descoberta, eles não sabiam como as informações do solo se conectavam.
A fase de solo da expedição envolveu trilhas feitas por cabras, pântanos e motocicletas, além de perigos como minas terrestres. Inicialmente, foram descobertos cinco templos. O uso do LIDAR levou à descoberta de outros trinta templos. Junto dos templos, a equipe também descobriu uma elaborada rede de estradas, diques e lagoas. Evans também notou que as imagens da expedição mostravam que a área tinha sido desmatada e ele imagina que o impacto desse desmatamento teria influenciado no manejo da água, o que teria levado a civilização ao declínio.

## História
A expedição acredita que Mahendraparvata foi fundada em 802. Ela precede Angkor Wat em 350 anos. Suas origens podem ser traçadas até o reinado de Jayavarman II, considerado o fundador do Império Khmer. Seu reino foi consagrado na montanha sagrada de Mahendraparvata, conhecida como Phnom Kulen, no moderno Camboja:99-101. A cidade por ele fundada era uma das três capitais, ou cortes, de Jayavarman II, sendo as outras duas Amarendrapura e Hariharalaya.
Em 1936, uma expedição arqueológica liderada por Philippe Stern também explorou as montanhas de Phnom Kulen. Ele descobriu os mesmos templos e estátuas de Vishnu e descreveu a área como um verdadeiro templo montanhês. Mas a área afluente de diversos rios ao sul de Tonle Sap é muito remota. Depois de seu reinado, Jayavarman II mudou-se para Hariharalaya e morreu em 835 a.C..